# Лондонський саміт щодо України
Лондонський саміт щодо України 2025 — це зустріч міжнародних лідерів у Лондоні 2 березня 2025 року, яку скликав британський прем’єр-міністр Кір Стармер для розробки мирного плану для передачі Сполученим Штатам.
Саміт відбувся після зустрічі президента України Володимира Зеленського в Білому домі у Вашингтоні 28 лютого 2025 року з президентом Трампом і віце-президентом Дж. Д. Венсом. Однак важливо зазначити, що саміт було домовлено ще до візиту Володимира Зеленського до Білого дому.

## Мета
Метою зустрічі було створення в Європі «коаліції охочих», яка б могла представити мирний план для України.

## Учасники
Як повідомляє французька газета Le Monde, серед учасників, окрім президента України Володимира Зеленського, були низка європейських та міжнародних лідерів.
| Країна          | В особі                  | Назва                     |
| --------------- | ------------------------ | ------------------------- |
| Канада          | Джастін Трюдо            | Прем'єр-міністр           |
| Чехія           | Петр Фіала               | Прем'єр-міністр           |
| Данія           | Метте Фредеріксен        | Прем'єр-міністр           |
| Фінляндія       | Олександр Стубб          | Президент                 |
| Франція         | Еммануель Макрон         | Президент                 |
| Німеччина       | Олаф Шольц               | Канцлер                   |
| Італія          | Джорджія Мелоні          | Прем'єр-міністр           |
| Нідерланди      | Дік Шуф                  | Прем'єр-міністр           |
| Норвегія        | Йонас Гар Стере          | Прем'єр-міністр           |
| Польща          | Дональд Туск             | Прем'єр-міністр           |
| Румунія         | Іліє Боложан             | Тимчасовий президент      |
| Іспанія         | Педро Санчес             | Прем'єр-міністр           |
| Швеція          | Ульф Крістерссон         | Прем'єр-міністр           |
| Туреччина       | Хакан Фідан              | Міністр закордонних справ |
| Україна         | Володимир Зеленський     | Президент                 |
| Велика Британія | Кір Стармер (головуючий) | Прем'єр-міністр           |

На зустрічі також були присутні наступні лідери:
| Організації       | В особі                           | Назва                                                   |
| ----------------- | --------------------------------- | ------------------------------------------------------- |
| Європейський Союз | Антоніу Кошта Урсула фон дер Ляєн | Голова Європейської ради Президент Європейської комісії |
| НАТО              | Марк Рютте                        | Генеральний секретар НАТО                               |

Крім того, перед початком зустрічі Стармер поспілкувався по телефону з президентом Естонії Аларом Карісом, прем'єр-міністром Латвії Евікою Сіліною та президентом Литви Ґітанасом Науседою .